# Au pays dévasté
Au pays dévasté, op. 155, est une œuvre pour piano de la compositrice Cécile Chaminade composée en 1918.

## Composition
Cécile Chaminade compose sa pièce en 1918 et la fait éditée aux éditions Enoch en 1918 et 1919. L'œuvre est dédiée au pianiste Joseph Baume à qui elle avait déjà dédie son Duo symphonique pour deux pianos en 1905.

## Analyse
Cette pièce est une vaste lamentation sur l'épisode de la Grande guerre, avec une forte intensité expressive. L'ouverture est dans un style funèbre, avec une basse qui plonge dans l'extrême grave du piano dans une descente conjointe progressive. Ce registre grave, à prendre dans tous les sens du terme, est conservé dans l'ensemble de l'œuvre. Le thème est donné par la main droite ainsi qu'en doublure à la sixte supérieure à la main gauche, donnant à ce passage un caractère romantique et poignant, renforcé par le rythme syncopé et les échos du registre grave. Le matériau thématique initial est répété et transformé, évoluant vers un lyrisme « appassionato ». Lors du retour de la première partie, le thème est repris dans un esprit schubertien dans le mode majeur, teinté de minorisations du second degré, ainsi que des progressions harmoniques chromatiques. Le mode majeur renforce le retour du mode mineur qui clôt la pièce.

## Discographie
- Vers la vie nouvelle - Les musiciens et la Grande Guerre, vol. 17, Cécile Chaminade, William Baines, Georges Enesco, Nadia Boulanger, Jean Cras, Anne de Fornel (piano), label WW1 Music, éditions Hortus, 2016.
- Miniatures : The music of Cécile Chaminade, Olga Kopylova (piano), éditions Azul Music, 2021.
- Chaminade : Piano music, Mark Viner (piano), éditions Piano classic, 2022.
- Compositrices au piano, Mel Bonis, Cécile Chaminade, Hélène de Montgeroult, Armande de Polignac, Blanche Selva, Germaine Tailleferre, Laurent Martin (piano), Ligia, 2022.